# 帕切-德尔梅拉
帕切-德尔梅拉（義大利語：Pace del Mela），是意大利西西里大区墨西拿廣域市的一个市镇。总面积12平方公里，人口6341人，人口密度528.4人/平方公里（2009年）。ISTAT代码为083064。